# West Ham United Football Club 2011-2012
Questa voce raccoglie le informazioni riguardanti il West Ham United Football Club nelle competizioni ufficiali della stagione 2011-2012.

## Stagione
Nel campionato 2011-2012, il West Ham centrò la promozione attraverso i play-off. Gli Hammers si classificarono, infatti, al terzo posto finale. La formazione londinese superò così il Cardiff City prima e il Blackpool poi, guadagnandosi il ritorno in Premier League a un anno dalla retrocessione. Il giocatore più utilizzato in stagione fu Mark Noble, con 48 presenze complessive. Carlton Cole fu invece il capocannoniere della squadra, con 14 reti.

## Divise e sponsor
Lo sponsor tecnico per la stagione 2011-2012 è Macron, mentre lo sponsor ufficiale è SBOBET. La divisa casalinga è composta dai classici colori sociali del club, con inserti dorati. I pantaloncini e i calzettoni sono bianchi. Quella da trasferta è invece completamente azzurra, con inserti bordeaux.
| Casa | Trasferta |

## Rosa
| N. |                             | Ruolo | Calciatore            |
| -- | --------------------------- | ----- | --------------------- |
| 1  | Inghilterra (bandiera)      | P     | Robert Green          |
| 2  | Nuova Zelanda (bandiera)    | D     | Winston Reid          |
| 3  | Irlanda del Nord (bandiera) | D     | George McCartney      |
| 4  | Inghilterra (bandiera)      | C     | Kevin Nolan           |
| 5  | Inghilterra (bandiera)      | D     | James Tomkins         |
| 7  | Inghilterra (bandiera)      | A     | Sam Baldock           |
| 8  | Inghilterra (bandiera)      | A     | Nicky Maynard         |
| 8  | Inghilterra (bandiera)      | C     | Scott Parker          |
| 8  | Inghilterra (bandiera)      | C     | David Bentley         |
| 9  | Inghilterra (bandiera)      | A     | Carlton Cole          |
| 10 | Galles (bandiera)           | C     | Jack Collison         |
| 11 | Norvegia (bandiera)         | A     | John Carew            |
| 12 | Portogallo (bandiera)       | A     | Ricardo Vaz Tê        |
| 12 | Messico (bandiera)          | C     | Pablo Barrera         |
| 13 | Spagna (bandiera)           | P     | Manuel Almunia        |
| 14 | Inghilterra (bandiera)      | C     | Matthew Taylor        |
| 15 | Senegal (bandiera)          | D     | Abdoulaye Diagne-Faye |
| 16 | Inghilterra (bandiera)      | C     | Mark Noble            |
| 17 | Irlanda (bandiera)          | C     | Joey O'Brien          |
| 18 | Francia (bandiera)          | D     | Julien Faubert        |
| 19 | Inghilterra (bandiera)      | C     | Freddie Sears         |

| N. |                           | Ruolo | Calciatore         |
| -- | ------------------------- | ----- | ------------------ |
| 20 | Costa d'Avorio (bandiera) | D     | Guy Demel          |
| 21 | Senegal (bandiera)        | C     | Papa Bouba Diop    |
| 22 | Inghilterra (bandiera)    | C     | Henri Lansbury     |
| 23 | Inghilterra (bandiera)    | C     | Ravel Morrison     |
| 23 | RD del Congo (bandiera)   | D     | Hérita Ilunga      |
| 24 | Inghilterra (bandiera)    | A     | Frank Nouble       |
| 25 | Galles (bandiera)         | D     | Danny Collins      |
| 25 | Inghilterra (bandiera)    | C     | Junior Stanislas   |
| 26 | Paraguay (bandiera)       | A     | Brian Montenegro   |
| 28 | Ungheria (bandiera)       | P     | Péter Kurucz       |
| 29 | Rep. Ceca (bandiera)      | P     | Marek Štěch        |
| 30 | Francia (bandiera)        | A     | Frédéric Piquionne |
| 31 | Belgio (bandiera)         | A     | Ruud Boffin        |
| 32 | Inghilterra (bandiera)    | C     | Gary O'Neil        |
| 37 | Inghilterra (bandiera)    | D     | Callum McNaughton  |
| 38 | Australia (bandiera)      | A     | Dylan Tombides     |
| 42 | Inghilterra (bandiera)    | P     | Sam Cowler         |
| 43 | Inghilterra (bandiera)    | D     | Callum Driver      |
| 44 | Inghilterra (bandiera)    | C     | George Moncur      |
| 46 | Inghilterra (bandiera)    | A     | Robert Hall        |
| 48 | Inghilterra (bandiera)    | D     | Daniel Potts       |

## Calciomercato

### Sessione estiva (dal 01/07 al 31/08)
| Acquisti | Acquisti              | Acquisti       | Acquisti   |
| R.       | Nome                  | da             | Modalità   |
| -------- | --------------------- | -------------- | ---------- |
| D        | Guy Demel             | Amburgo        | definitivo |
| D        | Abdoulaye Diagne-Faye | svincolato     |            |
| D        | George McCartney      | Sunderland     | prestito   |
| C        | David Bentley         | Tottenham      | prestito   |
| C        | Papa Bouba Diop       | svincolato     |            |
| C        | Henri Lansbury        | Arsenal        | prestito   |
| C        | Kevin Nolan           | Newcastle Utd  | definitivo |
| C        | Joey O'Brien          | svincolato     |            |
| C        | Matthew Taylor        | Bolton         | definitivo |
| A        | Sam Baldock           | MK Dons        | definitivo |
| A        | John Carew            | svincolato     |            |
| A        | Brian Montenegro      | Dep. Maldonado | prestito   |

| Cessioni | Cessioni              | Cessioni        | Cessioni   |
| R.       | Nome                  | a               | Modalità   |
| -------- | --------------------- | --------------- | ---------- |
| D        | Jordan Brown          | Aldershot Town  | prestito   |
| D        | Manuel da Costa       | Lokomotiv Mosca | definitivo |
| D        | Hólmar Örn Eyjólfsson |                 | svincolato |
| D        | Danny Gabbidon        |                 | svincolato |
| D        | Lars Jacobsen         |                 | svincolato |
| D        | Jonathan Spector      |                 | svincolato |
| D        | Jordan Spence         | Bristol City    | prestito   |
| D        | Matthew Upson         |                 | svincolato |
| C        | Ahmed Abdulla         | Swindon Town    | prestito   |
| C        | Pablo Barrera         | Real Saragozza  | definitivo |
| C        | Kieron Dyer           |                 | svincolato |
| C        | Anthony Edgar         |                 | svincolato |
| C        | Thomas Hitzlsperger   |                 | svincolato |
| C        | Radoslav Kováč        | Basilea         | definitivo |
| C        | Oliver Lee            | Dag & Red       | prestito   |
| C        | Scott Parker          | Tottenham       | definitivo |
| C        | Junior Stanislas      | Burnley         | definitivo |
| A        | Demba Ba              |                 | svincolato |
| A        | Luís Boa Morte        |                 | svincolato |
| A        | Zavon Hines           | Burnley         | definitivo |
| A        | Cristian Montaño      | Notts County    | prestito   |

### Sessione invernale (dal 01/01 al 31/01)
| Acquisti | Acquisti       | Acquisti       | Acquisti   |
| R.       | Nome           | da             | Modalità   |
| -------- | -------------- | -------------- | ---------- |
| P        | Manuel Almunia | Arsenal        | prestito   |
| D        | Danny Collins  | Stoke City     | prestito   |
| D        | George John    | FC Dallas      | prestito   |
| C        | Nicky Maynard  | Bristol City   | definitivo |
| C        | Ravel Morrison | Manchester Utd | definitivo |
| A        | Joe Dixon      | svincolato     |            |
| A        | Ricardo Vaz Tê | Barnsley       | definitivo |

| Cessioni | Cessioni           | Cessioni      | Cessioni   |
| R.       | Nome               | a             | Modalità   |
| -------- | ------------------ | ------------- | ---------- |
| P        | Ruud Boffin        |               | svincolato |
| D        | Callum McNaughton  | AFC Wimbledon | prestito   |
| A        | Robert Hall        | Oxford Utd    | prestito   |
| A        | Frank Nouble       | Gillingham    | prestito   |
| A        | Frédéric Piquionne | Doncaster     | prestito   |

## Risultati

### Football League Championship
| Arbitro: | Webb (Rotherham) |

|  |           |            |
|  | Marcatori | 90’ Miller |

| Arbitro: | Mathieson (Cheshire) |

|  |           |          |
|  | Marcatori | 5’ Nolan |

| Arbitro: | Whitestone |

|  |           |                                            |
|  | Marcatori | 3’ Tomkins 45’ O'Brien 71’ Cole 90’ Parker |

| Arbitro: | Oliver (Ashington) |

|                             |           |                           |
| Cole 6’ Kisnorbo 62’ (aut.) | Marcatori | 59’ McCormack 90’ Clayton |

| Arbitro: | Salisbury |

|             |           |                                                 |
| Findley 70’ | Marcatori | 21’ (aut.) Chambers 24’ Nolan 32’ Cole 77’ Reid |

| Arbitro: | East |

|                                                  |           |                                         |
| Taylor 9’ Lansbury 53’ Noble 72’ (rig.) Cole 76’ | Marcatori | 8’ Varney 60’ Norris 90’ (rig.) Halford |

| Londra 17 settembre 2011, ore 12:30 7ª giornata | Millwall       | 0 – 0 referto | West Ham | The Den (16.078 spett.)\| Arbitro: \| Mason (Bolton) \| |
| Arbitro:                                        | Mason (Bolton) |               |          |                                                         |

| Arbitro: | Bates (Burslem) |

|                  |           |  |
| Noble 11’ (rig.) | Marcatori |  |

| Arbitro: | Stroud (Gillingham) |

|  |           |            |
|  | Marcatori | 89’ Bowyer |

| Arbitro: | Wright |

|                       |           |                     |
| Ambrose 6’ Murray 52’ | Marcatori | 16’ Nolan 80’ Carew |

| Arbitro: | D'Urso (Billericay) |

|                                         |           |  |
| Carew 12’ Baldock 47’, 51’ Collison 57’ | Marcatori |  |

| Arbitro: | Deadman (Peterborough) |

|              |           |  |
| Hooiveld 45’ | Marcatori |  |

| Arbitro: | Friend (Leicestershire) |

|  |           |           |
|  | Marcatori | 17’ Nolan |

| Arbitro: | Linington |

|                              |           |               |
| Baldock 20’, 71’ Faubert 22’ | Marcatori | 59’, 75’ King |

| Londra 1º novembre 2011, ore 19:45 15ª giornata | West Ham | 0 – 0 referto | Bristol City | Boleyn Ground (27.980 spett.)\| Arbitro: \| Heywood \| |
| Arbitro:                                        | Heywood  |               |              |                                                        |

| Arbitro: | Miller |

|  |           |                          |
|  | Marcatori | 49’ Baldock 57’ Collison |

| Arbitro: | Stroud (Gillingham) |

|           |           |                        |
| Platt 33’ | Marcatori | 69’ Cole 75’ Piquionne |

| Arbitro: | Webster |

|                                     |           |             |
| Cole 44’ Nolan 64’ Noble 74’ (rig.) | Marcatori | 34’ Priskin |

| Arbitro: | Dean (Heswall) |

|  |           |                       |
|  | Marcatori | 9’ Piquionne 90’ Cole |

| Arbitro: | Graham (Stanford-Le-Hope) |

|           |           |                      |
| Nolan 52’ | Marcatori | 57’ McCann 75’ Vokes |

| Arbitro: | Swarbrick (Preston) |

|                            |           |  |
| Pearce 66’ Church 80’, 86’ | Marcatori |  |

| Arbitro: | Mathieson |

|         |           |  |
| Diop 6’ | Marcatori |  |

| Arbitro: | Deadman (Peterborough) |

|            |           |         |
| Murphy 81’ | Marcatori | 4’ Cole |

| Arbitro: | Moss (Sunderland) |

|                   |           |            |
| Ball 2’ Green 10’ | Marcatori | 42’ Nouble |

| Arbitro: | Hooper |

|           |           |  |
| Nolan 66’ | Marcatori |  |

| Arbitro: | Friend (Leicestershire) |

|  |           |                  |
|  | Marcatori | 24’ (rig.) Noble |

| Arbitro: | Bates (Burslem) |

|                       |           |             |
| Noble 45’ (rig.), 63’ | Marcatori | 90’ McGugan |

| Arbitro: | Graham (Stanford-Le-Hope) |

|                                                                 |           |              |
| Chopra 3’ Murphy 44’ Martin 45’ (rig.) Emmanuel-Thomas 64’, 90’ | Marcatori | 45’ Collison |

| Arbitro: | Jones (Chester) |

|                   |           |             |
| Cole 45’ Reid 69’ | Marcatori | 66’ Trotter |

| Arbitro: | Probert (South Gloucestershire) |

|                  |           |              |
| Noble 21’ (rig.) | Marcatori | 75’ Hooiveld |

| Arbitro: | Langford |

|              |           |                                               |
| Phillips 75’ | Marcatori | 23’ Tomkins 32’ Maynard 74’ O'Neil 90’ Vaz Tê |

| Londra 25 febbraio 2012, ore 12:45 32ª giornata | West Ham Utd | 0 – 0 referto | Crystal Palace | Boleyn Ground (34.900 spett.)\| Arbitro: \| Salisbury \| |
| Arbitro:                                        | Salisbury    |               |                |                                                          |

| Arbitro: | Foy (St Helens) |

|  |           |                         |
|  | Marcatori | 43’ Nolan 77’ McCartney |

| Arbitro: | Stroud (Gillingham) |

|            |           |            |
| Vaz Tê 87’ | Marcatori | 68’ Murray |

| Arbitro: | D'Urso (Billericay) |

|          |           |               |
| Nolan 9’ | Marcatori | 73’ Coppinger |

| Arbitro: | Walton (Long Buckby) |

|             |           |             |
| Becchio 83’ | Marcatori | 90’ Collins |

| Arbitro: | Mathieson |

|                    |           |             |
| Bennett 67’ (aut.) | Marcatori | 84’ Ogbeche |

| Arbitro: | Graham (Stanford-Le-Hope) |

|                          |           |                       |
| Bartley 25’ Paterson 36’ | Marcatori | 68’ Nolan 70’ Tomkins |

| Arbitro: | Sarginson |

|  |           |                       |
|  | Marcatori | 51’ Vaz Tê 57’ O'Neil |

| Arbitro: | Foy (St Helens) |

|                    |           |                                                      |
| Cole 8’ Vaz Tê 77’ | Marcatori | 44’ Gorkšs 45’ Hunt 59’ (rig.) Harte 84’ Leigertwood |

| Arbitro: | Bates (Burslem) |

|  |           |                                           |
|  | Marcatori | 7’ Nolan 23’ Maynard 35’ Noble 55’ Vaz Tê |

| Arbitro: | Moss (Sunderland) |

|                                 |           |                              |
| Vaz Tê 45’, 89’ (rig.) Cole 70’ | Marcatori | 27’ Mutch 30’ King 45’ Burke |

| Arbitro: | East |

|                                                         |           |  |
| Vaz Tê 3’, 8’, 62’ Nolan 11’ Cole 64’ Dicker 78’ (aut.) | Marcatori |  |

| Arbitro: | Pawson |

|           |           |             |
| Skuse 29’ | Marcatori | 25’ Tomkins |

| Arbitro: | Ilderton |

|              |           |                       |
| Beckford 34’ | Marcatori | 39’ Reid 58’ Collison |

| Arbitro: | Miller |

|               |           |           |
| Cole 36’, 49’ | Marcatori | 81’ Evans |

#### Play-off
| Arbitro: | Swarbrick (Preston) |

|  |           |                  |
|  | Marcatori | 9’, 41’ Collison |

| Arbitro: | Dean (Heswall) |

|                                  |           |  |
| Nolan 15’ Vaz Tê 40’ Maynard 90’ | Marcatori |  |

| Arbitro: | Webb (Rotherham) |

|          |           |                     |
| Ince 48’ | Marcatori | 35’ Cole 87’ Vaz Tê |

### Football League Cup
| Arbitro: | Scott |

|               |           |                          |
| Stanislas 16’ | Marcatori | 78’ Guttridge 89’ Hylton |

### FA Cup
| Arbitro: | Stroud (Bournemouth) |

|             |           |  |
| O'Grady 88’ | Marcatori |  |

## Statistiche

### Statistiche di squadra
| Competizione                 | Punti | In casa | In casa | In casa | In casa | In casa | In casa | In trasferta | In trasferta | In trasferta | In trasferta | In trasferta | In trasferta | Totale | Totale | Totale | Totale | Totale | Totale | DR  |
| Competizione                 | Punti | G       | V       | N       | P       | Gf      | Gs      | G            | V            | N            | P            | Gf           | Gs           | G      | V      | N      | P      | Gf     | Gs     | DR  |
| ---------------------------- | ----- | ------- | ------- | ------- | ------- | ------- | ------- | ------------ | ------------ | ------------ | ------------ | ------------ | ------------ | ------ | ------ | ------ | ------ | ------ | ------ | --- |
| Football League Championship | 86    | 23      | 11      | 8       | 4       | 41      | 26      | 23           | 13           | 6            | 4            | 40           | 22           | 46     | 24     | 14     | 8      | 81     | 48     | +33 |
| Football League Cup          | -     | 1       | 0       | 0       | 1       | 1       | 2       | 0            | 0            | 0            | 0            | 0            | 0            | 1      | 0      | 0      | 1      | 1      | 2      | -1  |
| FA Cup                       | -     | 0       | 0       | 0       | 0       | 0       | 0       | 1            | 0            | 0            | 1            | 0            | 1            | 1      | 0      | 0      | 1      | 0      | 1      | -1  |
| Totale                       | -     | -       | -       | -       | -       | -       | -       | -            | -            | -            | -            | -            | -            | -      | -      | -      | -      | -      | -      | -   |